# Mussaenda malaccensis
Mussaenda malaccensis är en måreväxtart som beskrevs av Henry Nicholas Ridley. Mussaenda malaccensis ingår i släktet Mussaenda och familjen måreväxter. Inga underarter finns listade i Catalogue of Life.